# Minotauro (cómic)
Minotauro es el nombre de diferentes personajes ficticios que aparecen en los cómics estadounidenses publicados por Marvel Comics.

## Historial de publicación
El minotauro mitológico fue adaptado por Sal Buscema y Peter Gillis.
La versión de Miklos Vryolak de Minotauro apareció por primera vez en Iron Man # 24 y fue creada por  Archie Goodwin y Johnny Craig.
La versión de Dario Agger de Minotauro apareció por primera vez en Thor: God of Thunder # 19.NOW y fue creada por  Jason Aaron y Esad Ribić.

## Biografía del personaje ficticio

### Minotauro mitológico
Basado en la mitología griega, el monstruo del mismo nombre, el Minotauro es la descendencia de la Reina Pasifa y el Toro de Poseidón que su esposo, el Rey Minos, no sacrificó a las órdenes de Poseidón. Como resultado de esta unión, nació el Minotauro. Al enterarse del origen del Minotauro, el Rey Minos alistó a Dédalo para construir un laberinto en el que se colocara el Minotauro de modo que nunca pudiera escapar. Durante varios años, el rey Minos utilizó su laberinto para encarcelar a sus prisioneros para que el Minotauro pudiera matarlos. Un día, Teseo se ofreció como prisionero al rey Minos. Con la ayuda de Ariadna, Teseo atravesó el laberinto y mató al Minotauro con su espada.
Durante su visita a Minoan Crete, Ikaris luchó contra el Minotauro en el laberinto.
El padre de Myklos Vryolak supuestamente usaba químicos de Grecia que estaban asociados con el Minotauro para convertir a su hijo en un Minotauro.
Ares más tarde resucitó el Minotauro para servirle.
El cadáver del Minotauro fue transportado más tarde al laberinto en Grecia. Eurystheus y Achelous llevaron a Matsu'o Tsurayaba y La Mano al cadáver del Minotauro, donde lograron resucitar al Minotauro. Cuando Hércules y Wolverine llegaron al apartamento de Matsu'o Tsurayaba, son recibidos por un video de Matsu'o, Eurystheus y Achelous contándoles cómo resucitaron algunos monstruos de la mitología griega. En ese momento, Hércules y Wolverine son atacados por el Minotauro y el León de Nemea. El Minotauro y el León de Nemean eliminaron a Hércules antes de dirigir su atención a Wolverine. El Minotauro le explicó a Wolverine que sus garras de adamantium no funcionarán en la piel invulnerable del león nemeano. Después de que Wolverine derribara al León de Nemea, Hércules recuperó la conciencia y ayudó a Wolverine a derrotar al Minotauro, donde aparentemente cayó a su muerte.
El Minotauro había sobrevivido a la caída y se había convertido en piedra donde su cuerpo petrificado fue transportado de regreso a Creta. Cuando Deadpool llegó a Creta, el Minotauro se liberó de su estado petrificado y atacó a Deadpool. El Minotauro destruyó con éxito el sarcófago con la ayuda de Deadpool y Shiklah fue despertado.

### Especie
Desde el primer Minotauro, hubo más Minotauros apareciendo en el Olimpo. Cuando Ares se alió con la Encantadora y robó la Espada de ébano del Caballero Negro, reunieron a los Minotauros, Centauros y Sátiros para atacar el Monte Olimpo. El ejército de Ares fue derrotado por Hércules y los Vengadores.

### Myklos Vryolak
Miklos Vryolak había sufrido una enfermedad desconocida que estaba más allá de la cura de cualquier medicamento. Su padre, el Dr. Vryolak, usó desesperadamente un químico que descubrió en las ruinas del laberinto que usaba para tratar a su hijo. Miklos se recuperó rápidamente, pero comenzó a mutar en un Minotauro. El Dr. Vryklos envió a su hijo a varias misiones, como robar dinero y otros objetos para financiar y proporcionar al Dr. Vryklos los medios para una cura. El Dr. Vryolak en realidad quería hacer todo un ejército de monstruos. Cuando Madame Máscara apareció en las grutas de los Vryolaks después de una pelea con Midas, El Dr. Vryolak robó su máscara de oro y envió al Minotauro a otra aldea para reunir más suministros para él. Para hacer una pareja para su hijo, el Dr. Vryolak planeó convertir a Madame Máscara en un Minotauro. La máscara de trabajo de Madame Máscara llegó a S.H.I.E.L.D., lo que causó que Iron Man y Jasper Sitwell van para ir tras Madame Máscara. Iron Man casi agotó el poder de su armadura luchando contra el Minotauro, pero logró recargar su armadura mientras estaba sentado aparentemente inconsciente en una ruina. Luego, Iron Man siguió al Minotauro de regreso a la gruta donde Jasper Sitwell había ido a liberar a Madame Máscara. A pesar de someter a Jasper Sitwell, el Minotauro vio que Madame Máscara tenía el amor por un humano a pesar del hecho de que está desfigurada. Cuando Iron Man llegó, el Minotauro luchó contra él de nuevo donde la batalla dañó una parte de apoyo de la gruta. Cuando la caverna comenzó a colapsarse, el Minotauro se dio cuenta de los verdaderos planes de su padre y vio que estaba mal hacer más Minotauros como él. El Minotauro mantuvo el techo el tiempo suficiente para que Iron Man, Jasper Sitwell y Madame Máscara escaparan cuando el derrumbe lo aplastó a él y a su padre.

### Dario Agger
Dario Agger es el CEO de la Compañía de Energía Roxxon. Cuando era niño, su familia era propietaria de una pequeña isla en el mar Egeo que fue atacada por hombres armados. Agger huyó a una pequeña cueva en la que encontró una estatua y oró pidiendo venganza sin saberlo haciendo un pacto con un dios oscuro desconocido. Se esfuerza por ganar tanto dinero como sea posible, independientemente de los efectos sobre el medio ambiente y utiliza los vastos recursos financieros de Roxxon para pagar a los cabilderos y abogados con el fin de explotar y contaminar todo lo que quiera sin consecuencias. Él es secretamente el Minotauro. Uno de sus críticos más frecuentes fue la agente ambiental de S.H.I.E.L.D., Rosalind Solomon. Cuando la agente Rosalind Solomon se enteró de que Dario y Roxxon habían extraído el hielo extraído de Europa y planeaban venderlo también por mucho dinero, Salomón decidió enseñarles una lección al convencer a Thor de que trajera una porción de hielo aún más grande del reino. de Jotunheim y regalarlo de forma gratuita. Darío eliminó la interferencia de Thor al principio. Dario se vio obligado a tratar con Thor después de que se sintiera motivado a luchar contra la Compañía de Energía Roxxon después de que la agente Solomon explicara los efectos negativos de la compañía en el medio ambiente. El primer acto de Thor contra Compañía de Energía Roxxon fue destruir algunas de sus fábricas con un rayo. Dario enojado le preguntó a sus abogados qué debían hacer. Cuando sus abogados no dieron una respuesta satisfactoria, Darío alimentó a algunos de ellos con osos sedientos de sangre.
Mientras Thor estaba lejos ayudando a los Vengadores, Dario lo atacó por destruir sus fábricas construyendo una isla flotante llena de fábricas sobre Broxton, Oklahoma, que contaminó fuertemente la ciudad. Dario sabía que esto enfurecería a Thor y esperó a que apareciera en la isla flotante que construyó. Cuando llegó Thor, Darío y sus abogados restantes abofetearon a Thor con una demanda por destruir las fábricas de Roxxon y con una orden judicial que le prohibía ingresar a Broxton. Thor no se dejó intimidar por el mandato y se coló en Broxton en busca de una manera de detener a Dario. Thor finalmente se enfrentó a Darío mientras le ordenaba a la gente que saliera de un restaurante que planeaba derribar. Fue entonces cuando Darío saltó su trampa. Dario había hecho un acuerdo secreto con Ulik que le permitía a él y a un gran grupo de trolls vivir debajo de Broxton a cambio de atacar a Thor. Los Trolls atacaron y mataron a los abogados restantes de Darío. Darío le dijo a los Trolls que podían hacer lo que quisieran con Broxton. Dario también reveló su verdadera forma de Minotauro a Thor y explicó que su objetivo final era explotar todos los recursos naturales de la Tierra antes de pasar a una nueva área. Los Trolls fueron derrotados en última instancia por las fuerzas combinadas de Asgardianos y S.H.I.E.L.D., pero Ulik pudo huir y Broxton quedó en ruinas. Dario se declaró ignorante de todo el incidente. A través de una campaña mediática, Dario pudo fijar el ataque de los Trolls a Broxton sobre los asgardianos y su presencia en los Estados Unidos. Después de dar un discurso que criticó a los asgardianos, fue confrontado por la agente Solomon y golpeado en la cara. Dario amenazó con emprender acciones legales contra Solomon, pero Solomon le recordó a Dario que había matado a todos sus abogados. Más tarde, Dario se reunió con Ulik y le preguntó sobre los Nueve Reinos, ya que le gustaría explotarlos a continuación.
Después de que Thor Odinson perdiera su martillo siguiendo el argumento del «Pecado Original», Agger tomó posesión del cráneo de Laufey y se produjo una lucha entre él, Malekith el Maldito (quien parecía reconocer la fuente del poder de Agger y estaba intrigado por él), y Los Gigantes de Hielo y la nueva mujer Thor. Después de la derrota de los Gigantes de Escarcha y Thor terminando en combate contra la Serpiente (que poseía la Armadura Destructor), Minotauro forjó un pacto con Malekith el Maldito. El pacto fue que cuando Malekith y sus aliados conquistaran un mundo, a la Compañía de Energía Roxxon se le otorgarían derechos exclusivos para esencialmente despojarlo. Al mismo tiempo, reveló su pasado y cómo se convirtió en el Minotauro. Malekith convenció a Minotauro para celebrar su trato de la manera de los Elfos Oscuros y los teletransportó a los dos a Alfheim donde mataron a varios Elfos de la Luz. Luego Malekith y Minotauro fueron a Jotunheim. Usando la sangre de un centenar de Elfos de la Luz asesinados, Malekith realizó un hechizo que resucitó al Rey Laufey.
Como parte de «All-New, All-Different Marvel», Minotauro aparece como miembro del Consejo Oscuro junto a Malekith el Maldito, Ulik, Laufey y algunos demonios de fuego sin nombre.
Dario Agger asistió a una reunión en el Banco Universal con Tiberius Stone de Alchemax, Wilson Fisk de Industrias Fisk, Sebastian Shaw de Industrias Shaw, Darren Cross de Empresas Tecnológicas Cross, Zeke Stane de Stane International, Shingen Harada de Corporación Yashida, Frr'dox de Shi'ar Solutions Consolidated, y Wilhelmina Kensington de Kilgore Arms. Discutieron con Dario sobre sus planes y los de la Compañía de Energía Roxxon para explotar los Diez Reinos de Asgard, donde los mantuvo en secreto. Después de que Agger se negó a ofrecer compartir ese «nuevo mercado» con los otros líderes de la compañía, Frr'dox amenazó a Agger de experimentar problemas sin precedentes con la costumbre interestelar. Entonces, Shingen Harada amenazó a Agger y lo atacó. Antes de que comenzara la pelea entre Dario Agger y Shingen Harada, Exterminatrix de la Corporación Midas apareció y eliminó a Agger mientras afirmaba que ella es la nueva miembro de su grupo. Dario es secuestrado por Exterminatrix mientras Shingen Harada ataca una estación submarina en el Océano Austral, donde se encuentra con Thor, quien lo derrota al golpearlo varias veces con su martillo. Más tarde, atacan a la sede de la Corporación Roxxon para robar de su bóveda. Justo cuando Shingen abrió la bóveda, Darío se transforma en Minotauro y lo derriba. Antes de que pudiera atacar a Exterminatrix, quien acaba de derrotar al agente de S.H.I.E.L.D. Roz Solomon, Thor aparece y los ataca con su iluminación. Luego, se activa el imperativo de Agger, lo que provoca que la isla flotante donde se derrumba el edificio. Mientras que S.H.I.E.L.D. evacua el edificio, Thor destruye la isla. Dario es arrestado más tarde junto con los otros villanos.
Interesándose en el Arma H después de que él mató al Ur-Wendigo, Darío Agger y la Compañía de Energía Roxxon lograron obtener algo de los Brood donde infectaron a algunos lobos y un trabajador llamado Blake para atacar el Arma H con Blake montando un Acanti. Luego, Roxxon captura con éxito el Arma H después de su pelea con Man-Thing de Roxxon. La esposa de Clayton, Sonia y la Dra. Ella Stirling liberan el Arma H antes de que pueda ser lobotomizado. Después de que Arma H libera a Blake y Hombre Cosa de Roxxon y luego regresa a Clayton en presencia de Sonia Sung y la Dra. Ella Stirling, Dario parece querer que lo escuchen mientras explica que Roxxon quiere obtener recursos extraterrestres que lo guían a muestre al grupo un portal a Mundo Extraño que tiene suficiente magia para alimentar el planeta durante un millón de años. Sin embargo, los monstruos del otro lado quieren matar a todos los humanos y no pueden cortar el poder del portal. Después de una explosión, los Skrullduggers emergen y atacan a los humanos cercanos mientras Dario mira Arma H, Blake y Man-Thing luchan contra los Skrullduggers incluso cuando el Capitán América aparece a la vista y se une a la lucha. Cuando Dario afirma que los Skrullduggers no tienen protección en virtud del Acuerdo de Explotación de los Derechos Minerales de los Minerales, se presenta al Capitán América que menciona que escuchó su nombre antes de que Thor lo arrestara. Dario también mencionó que Roxxon ha llegado a un acuerdo con las entidades gobernantes para que no estén pisando los dedos de los pies de nadie al tiempo que declara que el M.M.R.E.A. se asegura de que la minería interdimensional no dañe a ninguna criatura indígena que fue firmada conjuntamente por 7 corporaciones multinacionales, 112 naciones basadas en la Tierra, 2,334 civilizaciones interestelares y 15 entidades divinas con el acuerdo que también involucra la lucha contra las especies invasoras. Después de que Dario bombardeó un espécimen Skrulldugger sobreviviente, el Capitán América le sugiere al Arma H que acepte la oferta de Darío para que pueda ser el soldado del Capitán América en el interior. Cuando el Arma H y Dario van a revisar a Blake y Hombre Cosa en el portal a Mundo Extraño, 10 minutos más tarde, descubren que han sido asistidos por Korg para sacar a algunos de los Skrullduggers. Mientras se rinde a las demandas como parte de la condición para luchar contra los Skrullduggers, Darío revela que Titania y el ex-operativo de S.H.I.E.L.D. Ángel ayudará con la misión de campo. Mientras Arma H, Ángel y Blake se dirigen hacia el puesto de avanzada de Roxxon, Dario Agger contacta a Arma H para verificar su misión. El Arma H agradece a Dario por "mostrar su mano" mientras le explica a Angel y Blake que Dario también quiere que maten a los Skrullduggers. Cuando Dario contacta nuevamente, sin saberlo, alerta a los Skrullduggers fuera del puesto de avanzada de Roxxon. Darío garantiza que Sonia está bien ya que el Arma H mata a algunos Skrullduggers en su camino hacia el puesto de avanzada de Roxxon.
Mientras Morgan le Fay de la Tierra-15238 controla mentalmente el Arma H al atacar, Dario Agger toma el control de la transmisión indicando que tomó una mala decisión al mezclarse con Morgan le Fay de la Tierra-15238. Él le dice al clon de Viuda Negra, quien se hizo pasar por Ángel, para que se dirija a las coordenadas de escape solo para que entren en un cañón de caja, de modo que pueda manipular al equipo de Roxxon al usar el arma que funciona con un Cristal de Adantina de Mundo Extraño que Morgan le Las energías místicas de Fay en ellas. También mencionó que los lugareños de Mundo Extraño nunca permitirían que Roxxon extrajera los Cristales de Adamantina de todos modos. Antes de que pueda ordenar la anulación de la pistola que maneja la Dra. Carrie Espinoza, que explotará, Dario es eliminado por Sonia que se dirige a Mundo Extraño para llegar al Arma H. Después de liberarse del control mental de Morgan le Fay, Arma H abandonó brevemente Mundo Extraño y volvió a desarmar el arma para salvar el mundo y su propia piel.
Dario Agger y Roxxon colaboran con el Barón Zemo en un plan para que Bagalia sea ocupada por Hydra sea reconocida como una nación independiente al tener al Mandarín en su alias de Tem Borjigem como la cara pública de Bagalia.
Dario Agger fue insinuado en una discusión entre el Líder y la ex científica del Proyecto Arma X, la Dra. Aliana Alba, como alguien que quiere la muerte del Arma H.
Durante la historia de "La Guerra de los Reinos", Minotauro estuvo presente con Malekith cuando comienza su invasión en Midgard. Minotauro y Roxxon luego toman el control de la Antártida. Durante la pelea en la sede de la Antártida de Roxxon, Darío lucha contra Jane Foster y Roz Solomon. Cuando el otro lado de Dario, Minotauro, está expuesto, las acciones de Roxxon terminan en una caída libre. Dario evita el enjuiciamiento alegando que fue obligado a ayudar en la invasión de Malekith.
Hulk luego atacó el centro de datos de Roxxon. Para remediar esta situación, Dario Agger fue a Isla Monstruo para reclutar a Xemnu. Para atraer a Hulk, Minotauro envió algunos monstruos desde Monster Island a Phoenix, Arizona, donde lucharon contra Hulk, sus aliados y Gamma Flight. Esto fue parte de un plan para que Xemnu rescatara a los lugareños cuando la persona de Hulk, Hulk Diablo, cambió a la persona de Salvaje Hulk. Minotauro hace que Roxxon use sus plataformas de medios para ayudar a Xemnu a hipnotizar a la gente para que piense que Xemnu es el tipo bueno que tenía su propio programa de televisión y Hulk es el tipo malo.

## Poderes y habilidades
Cada uno de los minotauros posee una fuerza sobrehumana.
La versión Miklos Vryolak de Minotauro también tiene una durabilidad sobrehumana.
La versión Dario Agger de Minotauro también puede cambiar entre su forma humana y Minotauro, y también la durabilidad sobrehumana del deporte.

## En otros medios

### Televisión
- Los Minotauros aparecen en el episodio de Hulk y los agentes de S.M.A.S.H., "La Historia de Hércules". Junto a las Arpías, los Minotauros aparecen como los soldados de infantería de Plutón durante su plan para usar el Escudo de Minerva para convertir a todos los mortales en piedra.

### Película
- El Minotauro aparece en Hulk: Where Monsters Dwell como la pesadilla de Benito Serrano.